# Lielupe
El riu Lielupe (literalment: Riu Gran, letó: Lielupe, alemany: Kurländische Aa) està situat al centre de Letònia. La seva longitud és de 119 km (arribaria als 310 quilòmetres si el riu Memel es comptara com a part del Lielupe). La superfície de la seva conca és de 17.600 km². La caiguda mitjana dels Lielupe és d'1 metre per quilòmetre i el seu volum mitjà és de 106 m³/s, tot i que 1.380 m³/s és el màxim durant les inundacions.

## Geografia física
El Lielupe comença a la confluència dels rius Nemunelis i Mūsa prop de Bauska. A la part superior del seu curs, el riu travessa una vall dolomita amb uns petits ràpids, fins a arribar a Mežotne, on s'eixampla i s'aprofundeix sobre la plana plana de Zemgale. Durant molts anys, el Lielupe sovint desbordava els seus bancs poc profunds i inundava els camps i pobles circumdants, especialment durant el desglaç de primavera. Avui dia moltes parts dels bancs de Lielupe estan contingudes amb dics de terra per evitar inundacions desastroses. Gran part del Lielupe està cobert d'herbes fluvials. Als seus trams inferiors, el riu flueix paral·lel a la línia de costa del golf de Riga; la ciutat de Jūrmala s'estén durant gairebé 30 km entre el riu i el mar. Finalment, Lielupe desemboca al mar Bàltic, mentre que la branca de Buļļupe (en alemany: Kurische Aa) desemboca al riu Daugava. La desembocadura moderna del riu va aparèixer l'any 1755. Abans, el Buļļupe era el canal principal de Lielupe.
Al voltant del 50-55% de l'abocament d'aigua del riu és de neu fosa. El Lielupe és navegable per un rang de 100 km (60 milles), el rang continu més llarg entre els rius letons. Els municipis al llarg del riu comprenen: Bauska, Mežotne, Jelgava, Kalnciems, Jūrmala i Riga. El Lielupe també dona nom a una estació de ferrocarril i un barri de la ciutat de Jūrmala.
Els afluents del riu Lielupe (des de la font fins a la desembocadura): Esquerra: Mūša (Mūsa), Īslīce, Svitene, Sesava, Vircava, Platone, Svēte (Švėtė) Dreta: Nemunėlis (Mēmele), Garoze, Iecava